# Райка гірська
Райка гірська (Dryophytes eximia) — вид земноводних з роду Dryophytes родини Райкові.

## Опис
Загальна довжина досягає 1,9—5,6 см. Спостерігається статевий диморфізм: самиці більші за самців. Має загострену голову, широкий тулуб, від чого форма її тіла виглядає грушоподібною. Зверху зелена з темними плямами, розташованими у 2, іноді в 4 поздовжніх рядки. Черево сірувато-жовте, горло темне, часто чорне.

## Спосіб життя
Полюбляє відкриті, порослі травою місця, якщо там є хоч маленькі калюжки. Особливо любить сильно зарослі водойми, в прибережних частинах яких, занурившись у воду так, що видно тільки голову, лежать і кричать самці. Зустрічається на висоті від 900 до 2900 м над рівнем моря. Їх голоси звучать з другої половини дня до глибокої ночі. Часто трапляється на землі, а також на низькорослих рослинах, невеличких чагарниках. У безвітряних куточках вона гріється на сонці, сидячи на листках агав і кукурудзи.
У розпалі розмноження її ікра зустрічається в кожній калюжі та навіть у заповнених дощовою водою коліях мало проїжджих доріг. Кладка містить щонайбільше 25 яєць, які оточують стебла рослин. Вже на 5-й день після відкладання ікри з'являються личинки.

## Розповсюдження
Мешкає у Західній Сьєрра-Мадре та Трансмексиканському поясі (Мексика).